# Wincentów (powiat lipski)
Wincentów – wieś sołecka w Polsce położona w województwie mazowieckim, w powiecie lipskim, w gminie Rzeczniów.
W latach 1975–1998 miejscowość należała administracyjnie do województwa radomskiego.
Wierni Kościoła rzymskokatolickiego należą do parafii św. Restytuta i Niepokalanego Poczęcia Najświętszej Maryi Panny w Rzeczniowie.